# Валаам
Валаа́м (карел. Valamoi, фин. Valamo «высокая, горная земля») — остров в северной части Ладожского озера, самый большой в составе Валаамского архипелага. В конце XIX — начале XX века в русскоязычных энциклопедиях остров нередко описывался как Валамо.
На острове расположен посёлок Валаам, входящий в Сортавальское городское поселение, и памятник русского зодчества — Валаамский ставропигиальный мужской монастырь.

## География
На территорию острова приходится более 2/3 площади всего Валаамского архипелага. Длина острова 9,6 км, ширина 7,8 км. Расстояние до ближайшего берега — 22 км.
- Вид на Никольский скит
- Скалы на острове Валаам
- Спасо-Преображенский монастырь

### Географическое положение
Остров расположен в Ладожском озере. До острова Коневец — 60 км, до ближайшего к острову города Сортавала — 42 км, до Санкт-Петербурга — более 220 км по воде, из них 40 км по реке Неве (до внешней границы города), автомобильным сообщением — 316 км.

### Геологическое строение
Как и весь архипелаг, Валаам представляет собой выход на дневную поверхность т. н. Валаамского силла — пологопадающей (3-10°) к центру Ладожского озера чашеподобной пластовой интрузии мощностью до 200 метров. Возраст габбродолеритов, слагающих интрузивный комплекс, определён свинец-свинцовым методом и равен ≈1560 миллионам лет. На побережье и участках понижения рельефа коренные породы перекрыты супесями морены позднеплейстоценового возраста.

## Природные условия
Природные особенности определяются положением архипелага в акватории Ладожского озера — крупнейшего в Европе.

### Природная зона
Территория Валаамского архипелага относится к среднетаёжной подзоне таёжной зоны.

### Гидрология
- два внутренних озера с сильно изрезанной береговой линией общей площадью около 100 га, соединённые между собой и с Ладожским озером каналами;
- девять небольших лесных озёр-ламб;
- разветвлённая сеть мелиоративных канав (XIX век).

### Рельеф
Тектонический. Сильно расчленённый тип. Отметки высот над уровнем моря — в интервале от 5,1 до 58,3 м.

### Климат
Весна приходит в конце марта. Летом на Валааме солнечных дней на 30-35 больше, чем на материке. Средняя температура июля +17 °C. Зима со снегом начинается в начале декабря. В середине февраля налаживается автомобильное сообщение с ближайшим городом Сортавала (42 км). Средняя температура февраля −8 °C.
| Показатель                    | Янв. | Фев. | Март | Апр. | Май | Июнь | Июль | Авг. | Сен. | Окт. | Нояб. | Дек. | Год |
| ----------------------------- | ---- | ---- | ---- | ---- | --- | ---- | ---- | ---- | ---- | ---- | ----- | ---- | --- |
| Средний суточный максимум, °C | −8   | −7   | −2   | 4    | 12  | 17   | 20   | 17   | 12   | 5    | −1    | −6   | 5   |
| Средний суточный минимум, °C  | −15  | −13  | −8   | −3   | 3   | 8    | 11   | 9    | 5    | 0    | −6    | −11  | −2  |
| Норма осадков, мм             | 15   | 10   | 15   | 15   | 25  | 35   | 60   | 70   | 60   | 40   | 20    | 15   | 380 |
| Источник:                     |      |      |      |      |     |      |      |      |      |      |       |      |     |

| Показатель                                 | Янв.  | Фев.  | Март  | Апр.  | Май  | Июнь | Июль | Авг. | Сен. | Окт. | Нояб. | Дек.  | Год   |
| ------------------------------------------ | ----- | ----- | ----- | ----- | ---- | ---- | ---- | ---- | ---- | ---- | ----- | ----- | ----- |
| Абсолютный максимум, °C                    | 6,4   | 4,7   | 9,7   | 17,6  | 25,4 | 28,3 | 34,3 | 29,0 | 21,2 | 16,3 | 10,2  | 8,4   | 34,3  |
| Средний суточный максимум, °C              | −3,3  | −3,9  | −0,1  | 5,1   | 10,9 | 15,3 | 20,5 | 19,8 | 14,5 | 7,7  | 3,1   | −0,1  | 7,4   |
| Средняя температура, °C                    | −4,8  | −5,5  | −2,6  | 2,6   | 7,6  | 11,8 | 17,5 | 17,2 | 12,5 | 6,4  | 2,1   | −1,2  | 5,3   |
| Средний суточный минимум, °C               | −7,6  | −7,8  | −5,7  | −0,3  | 4,7  | 7,6  | 14,8 | 14,6 | 10,7 | 4,4  | 0,7   | −3,3  | 3,2   |
| Абсолютный минимум, °C                     | −25,1 | −28,5 | −26,7 | −11,3 | −2,3 | 1,2  | 6,1  | 7,4  | 0    | −7,5 | −14,3 | −22,1 | −28,5 |
| Норма осадков, мм                          | 51    | 37    | 29    | 34    | 40   | 60   | 57   | 81   | 59   | 56   | 63    | 60    | 627   |
| Источник: Компиляция данных с метеостанции |       |       |       |       |      |      |      |      |      |      |       |       |       |

### Флора
На территории острова насчитывается более 480 видов растений, многие были культивированы монахами или относятся к адвентивной флоре. Сохранились сады с более чем 150-летними плодовыми деревьями. Остров покрыт в основном хвойными лесами (около 65 % — сосна обыкновенная (Pinus sylvestris L.)).

## История
Топонимика названия острова, возможно, происходит от финно-угорского слова «валамо» — высокая (горная) земля, смешавшись с именем пророка Валаама. Самое позднее с 1407 года здесь существовал православный монастырь.
До 1917 года остров был частью Великого княжества Финляндского, входившего в состав Российской империи. Остров неоднократно посещали императоры Александр I и Александр II, другие члены императорской фамилии. Также приезжал на Валаам святитель Игнатий (Брянчанинов). Природа Валаама вдохновляла известнейших гениев творчества и науки, здесь побывали художники И. И. Шишкин , Ф. А. Васильев, А. И. Куинджи, писатели и поэты Н. С. Лесков, Ф. И. Тютчев, А. Н. Апухтин, И. С. Шмелёв, Б. К. Зайцев, композиторы П. И. Чайковский, А. К. Глазунов, учёные Н. Н. Миклухо-Маклай, Д. И. Менделеев и множество других. В XIX веке во время своего путешествия по России остров посетил Александр Дюма-отец.
Хорошо известны валаамские пейзажи, написанные И. И. Шишкиным («Вид Валаама», 1860), А. И. Куинджи («На острове Валаам», 1873) и Николаем Рерихом («Святой остров», 1917). Широкую известность среди современников получил местный иконописец Алипий. В 1970-х годах серию чёрно-белых линогравюр создал известный карельский художник-график А. И. Авдышев, посвятил Валааму ряд своих работ мастер объёмной резьбы по дереву, сортавальский художник Кронид Гоголев.
После провозглашения независимости Финляндии в 1917 году остров остался частью Финляндии, однако вошёл в состав СССР по итогам советско-финской войны 1939—1940 гг. В 1950 году по указу Верховного Совета Карело-Финской ССР на Валааме в здании Зимней гостиницы бывшего монастыря разместили Валаамский дом инвалидов. В 1989 году началось возрождение Валаамского монастыря, на которое в начале XXI века тратились серьёзные деньги из государственного бюджета.

### Демография
| 1351 | 1132 | 937 | 487 |

### Судьба посёлка
В 2003 году, когда был принят федеральный закон о местном самоуправлении, возник вопрос о статусе посёлка Валаам. Согласно этому закону в субъектах Российской Федерации должны быть разграничены органы местного самоуправления, — определены городские и сельские поселения, установлены их границы. Был принят соответствующий закон и в Республике Карелия, и посёлок Валаам в числе прочих был включён в список муниципальных образований и наделён самостоятельным статусом муниципального образования — Валаамское сельское поселение. Однако в начале 2005 года главой администрации Сортавальского района С. В. Рыжковым было инициировано решение об упразднении самоуправления посёлка Валаам и включении его в состав города Сортавала. С этим решением не согласились некоторые жители Валаамского сельского поселения. Возникший конфликт перерос в судебную тяжбу в Верховном суде Республики Карелия, а затем и в Верховном суде Российской Федерации. В июле 2006 года в дело вмешался патриарх Алексий II.
Мирское поселение на Валааме с 2006 года до момента ликвидации не имело официального административного статуса. Валаамцы-миряне хотели, чтобы их посёлок получил официальный статус сельского поселения, что дало бы им возможность участвовать в муниципальных выборах. Законность их требований подтвердил и Верховный суд Республики Карелия, однако руководство монастыря противилось этому, затягивая процесс присвоения официального статуса мирскому поселению. Эти события стали частью затяжного противостояния: руководство монастыря добивается выселения всех жителей-мирян на материк. В Сортавале на церковные деньги были построены жилые дома, квартиры в которых выдавали желающим покинуть остров, а тех, кто хочет остаться, монахи пытаются выселить принудительно. В связи с этим местные жители направляли открытые письма главе Республики Карелия и патриарху, но ничего не добились; попытка инициировать парламентское расследование тоже закончилась неудачей.
Постепенно большая часть социальных учреждений на острове была закрыта. В 2007 году сгорело здание «Летней гостиницы», на месте которого позже появилась гостиница для VIP-паломников; 1 мая 2016 года произошёл сильный пожар в здании «Зимней гостиницы» — в одном из трёх многоквартирных домов на острове, где жили миряне и где находилась также валаамская школа. Дело против предполагаемого поджигателя прекратили за примирением сторон, но школа и дом культуры после пожара были закрыты, а людям, жившим в здании, пришлось покинуть остров. Поселение по сути прекратило своё существование.

### Инфраструктура
В населённом пункте имеется амбулатория, отделение почтовой связи, пункт полиции, воинская часть, пожарная часть, продуктовый магазин.